# Lijst van onroerend erfgoed in Sint-Jan
Een overzicht van het onroerend erfgoed in de deelgemeente Sint-Jan in de gemeente Ieper. Het onroerend erfgoed maakt deel uit van het cultureel erfgoed in België.
| Object                                        | Erfgoedstatus? | Bouwjaar of architect | Deelgemeente | Adres             | Coördinaten                   | Nummer? | Afbeelding                                    |
| --------------------------------------------- | -------------- | --------------------- | ------------ | ----------------- | ----------------------------- | ------- | --------------------------------------------- |
| Hoeve                                         |                |                       | Sint-Jan     | Briekestraat 53   | 50° 52' 32" NB, 2° 53' 54" OL | 30744   | Hoeve                                         |
| Hoeve                                         |                |                       | Sint-Jan     | Briekestraat 59   | 50° 53' 28" NB, 2° 54' 12" OL | 30745   | Hoeve                                         |
| Houten noodwoning                             | Monument       |                       | Sint-Jan     | Brugseweg 164     | 50° 51' 43" NB, 2° 53' 60" OL | 30746   | Houten noodwoning                             |
| Afspanning                                    |                |                       | Sint-Jan     | Brugseweg 238     | 50° 51' 53" NB, 2° 54' 20" OL | 30747   | Afspanning                                    |
| Dorpswoningen                                 |                |                       | Sint-Jan     | Brugseweg 254-256 | 50° 51' 56" NB, 2° 54' 23" OL | 30748   | Dorpswoningen                                 |
| Eenheidsbebouwing van vijf arbeiderswoningen  |                |                       | Sint-Jan     | Brugseweg 287-297 | 50° 51' 56" NB, 2° 54' 19" OL | 30749   | Eenheidsbebouwing van vijf arbeiderswoningen  |
| Parochiekerk Sint-Jan Baptist                 |                |                       | Sint-Jan     | Brugseweg         | 50° 51' 53" NB, 2° 54' 12" OL | 30750   | Parochiekerk Sint-Jan Baptist                 |
| Pastorie                                      |                |                       | Sint-Jan     | Brugseweg 271     | 50° 51' 54" NB, 2° 54' 14" OL | 30751   | Pastorie                                      |
| Herberg 't Hof van Commerce                   |                |                       | Sint-Jan     | Brugseweg 273     | 50° 51' 54" NB, 2° 54' 16" OL | 30752   | Herberg 't Hof van Commerce                   |
| Hoeve Wilgenhof                               |                |                       | Sint-Jan     | Hogeziekenweg 4   | 50° 52' 32" NB, 2° 54' 42" OL | 30753   | Hoeve Wilgenhof                               |
| Hoeve 't Langemarkcasteel                     |                |                       | Sint-Jan     | Hogeziekenweg 7   | 50° 52' 44" NB, 2° 55' 16" OL | 30754   | Hoeve 't Langemarkcasteel                     |
| Hoeve met losse bestanddelen                  |                |                       | Sint-Jan     | Moortelweg 15     | 50° 52' 47" NB, 2° 54' 39" OL | 30755   | Hoeve met losse bestanddelen                  |
| Schaapsweidehoeve                             |                |                       | Sint-Jan     | Vanheulestraat 1  | 50° 53' 18" NB, 2° 53' 45" OL | 30756   | Schaapsweidehoeve                             |
| Hoeve Van Healehof                            |                |                       | Sint-Jan     | Vanheulestraat 3  | 50° 53' 17" NB, 2° 54' 6" OL  | 30758   | Hoeve Van Healehof                            |
| Gedenkzuil voor de 50th Northumbrian Division | Monument       |                       | Sint-Jan     | Wieltje           | 50° 52' 13" NB, 2° 55' 5" OL  | 30759   | Gedenkzuil voor de 50th Northumbrian Division |
| New Irish Farm Cemetery                       | Monument       |                       | Sint-Jan     | Briekestraat      | 50° 52' 22" NB, 2° 53' 54" OL | 201123  | New Irish Farm Cemetery                       |
| Track X Cemetery                              | Monument       |                       | Sint-Jan     | Moortelweg        | 50° 52' 41" NB, 2° 54' 40" OL | 201124  | Track X Cemetery                              |
| Buffs Road Cemetery                           | Monument       |                       | Sint-Jan     | Hogeziekenweg     | 50° 52' 35" NB, 2° 54' 59" OL | 201125  | Buffs Road Cemetery                           |
| Minty Farm Cemetery                           | Monument       |                       | Sint-Jan     | Hemelrijkstraat   | 50° 53' 26" NB, 2° 54' 34" OL | 201126  | Minty Farm Cemetery                           |
| Oxford Road Cemetery                          | Monument       |                       | Sint-Jan     | Wieltje           | 50° 52' 9" NB, 2° 54' 58" OL  | 201127  | Oxford Road Cemetery                          |
| Wieltje Farm Cemetery                         | Monument       |                       | Sint-Jan     | Brugseweg         | 50° 52' 8" NB, 2° 54' 40" OL  | 201128  | Wieltje Farm Cemetery                         |
| White House Cemetery                          | Monument       |                       | Sint-Jan     | Brugseweg         | 50° 51' 42" NB, 2° 53' 57" OL | 201129  | White House Cemetery                          |
| La Brique Military Cemetery No 1              | Monument       |                       | Sint-Jan     | Pilkemseweg       | 50° 51' 52" NB, 2° 53' 40" OL | 201130  | La Brique Military Cemetery No 1              |
| La Brique Military Cemetery No 2              | Monument       |                       | Sint-Jan     | Pilkemseweg       | 50° 51' 53" NB, 2° 53' 40" OL | 201131  | La Brique Military Cemetery No 2              |
| Gedenkzuil militaire doden                    |                |                       | Sint-Jan     | Potijzestraat     |                               | 213274  | Gedenkzuil militaire doden                    |
| Belgische graven                              |                |                       | Sint-Jan     | Brugseweg         |                               | 213336  | Belgische graven                              |
| Gedenkkapel Koningin van Vrede                |                |                       | Sint-Jan     | Hogeziekenweg     |                               | 213356  | Gedenkkapel Koningin van Vrede                |
| Lourdesgrot Wieltje                           |                |                       | Sint-Jan     | Wieltje 87        |                               | 213361  | Lourdesgrot Wieltje                           |
| Britse betonconstructie                       |                |                       | Sint-Jan     | Brugseweg         |                               | 213391  | Britse betonconstructie                       |
| Bunker                                        |                |                       | Sint-Jan     | Hemelrijkstraat   |                               | 213392  | Bunker                                        |
| Duitse betonconstructie Cambrai Reserve 1     | Monument       |                       | Sint-Jan     | Roeselarestraat   |                               | 213519  | Duitse betonconstructie Cambrai Reserve 1     |
| Duitse betonconstructie Cambrai Reserve 2     | Monument       |                       | Sint-Jan     | Roeselarestraat   |                               | 213520  | Duitse betonconstructie Cambrai Reserve 2     |
| Duitse betonconstructie Cambrai Reserve 3     | Monument       |                       | Sint-Jan     | Roeselarestraat   |                               | 213521  | Duitse betonconstructie Cambrai Reserve 3     |
| Bunker                                        |                |                       | Sint-Jan     | Hogeziekenweg     |                               | 213523  | Bunker                                        |
| Duitse mitrailleurspost Pickelhaube           | Monument       |                       | Sint-Jan     | Kattestraat       |                               | 213524  | Duitse mitrailleurspost Pickelhaube           |
| Duits-Britse bunker Goumier Farm              | Monument       |                       | Sint-Jan     | Briekestraat 59   |                               | 213657  | Duits-Britse bunker Goumier Farm              |